# Liste des mémoriaux et cimetières militaires du Nord
La liste des mémoriaux et cimetières militaires du département du Nord répertorie les cimetières militaires, les mémoriaux ainsi que les stèles, plaques commémoratives et autres monuments qui honorent la mémoire des morts aux combats, des victimes de bombardements ou d’exactions de l'ennemi ainsi que celle de personnels de santé, de chefs militaires ou politiques pendant :
- Le Moyen Âge ;
- les Guerres d'Italie ;
- les Guerres de la Révolution française ;
- la guerre franco-allemande de 1870 ;
- la Première Guerre mondiale ;
- la Seconde Guerre mondiale ;
- les guerres coloniales (guerre d'Indochine, guerre d'Algérie, combats du Maroc et de Tunisie).

Les lieux sont classés par conflit, par nationalité (pour les deux guerres mondiales), par arrondissement et par commune.

## Moyen Âge
| Commune        | cimetières et monuments commémoratifs                                  | illustration |
| -------------- | ---------------------------------------------------------------------- | ------------ |
| Bouvines       | Monument commémoratif de la Bataille de Bouvines (1214)                |              |
| Mons-en-Pévèle | La Promesse brugeoise commémorant la Bataille de Mons-en-Pévèle (1304) |              |
| Cassel         | Monument commémoratif de la Bataille de Cassel (1328)                  |              |

## Neuvième Guerre d'Italie
| Commune    | cimetières et monuments commémoratifs                                 | illustration |
| ---------- | --------------------------------------------------------------------- | ------------ |
| Landrecies | Mémorial du siège de Landrecies par l'armée de Charles Quint en 1543. |              |

## Guerres de la Révolution et de l'Empire (Première coalition)
| Commune     | cimetières et monuments commémoratifs                                                                  | illustration |
| ----------- | --- | ------------ |
| Hondschoote | Monument commémorant la bataille d'Honschoote du 8 septembre 1793, situé près de l'église Saint-Vaast. |              |

## Guerre de 1870-1871
| Commune               | cimetières et monuments commémoratifs | illustration |
| --------------------- | --- | ------------ |
| Aniche                | Cimetière communal : monument aux morts de la guerre de 1870. |              |
| Avesnes-le-Sec        | Monument aux victimes de la guerre 1870-1871 situé près de l'église. |              |
| Avesnes-sur-Helpe     | cimetière communal, Monument commémoratif 1870. |              |
| Busigny               | Monument aux victimes de la guerre 1870-1871 |              |
| Caudry                | Monument aux Caudrésiens victimes de la guerre 1870-1871, situé dans l'ancien cimetière. |              |
| Denain                | Monument 1870-1871 dans le cimetière communal. |              |
| Flines-lez-Raches     | Monument aux morts de la guerre de 1870 |              |
| Gommegnies            | Monument 1870-1871 dans le cimetière communal, porte les noms de 9 soldats de la commune tués lors de cette guerre. |              |
| Gouzeaucourt          | Monument aux morts avec inscription des onze morts de la commune en 1870-1871. |              |
| Honnecourt-sur-Escaut | Monument aux victimes de la guerre 1870-1871 dans le cimetière communal. |              |
| Le Cateau-Cambrésis   | Monument aux victimes de la Guerre 1870-1871 dans le cimetière communal. |              |
| Lille                 | Statue de Faidherbe (1896) d'Antonin Mercié. |              |
| Lille                 | Statue du 48e Mobile, inaugurée en 1913 emmenée par les Allemands en 1918, remplacée par une autre statue en 1930. Depuis 2004 elle est érigée près du pont du Petit Paradis. Sculpteur : Germain pour la statue de 1913 et Blaise pour la statue de 1930. |              |
| Lille                 | Monument commémoratif de la défense nationale en 1870 datant de 1894, dédié en premier lieu à Achille Testelin. Détruit par les Allemands en 1918, il a été remplacé le 13 octobre 1933 par un monument plus sobre « A Testelin », en pierre, en bordure du canal de l'Esplanade. Sculpteurs : Bonnier pour le monument disparu de 1894, Robert Coin pour celui de 1933 ; architectes : Louis Marie Cordonnier pour le monument disparu de 1894, Émile Dubuisson pour celui de 1933 restauré en juin 2010. |              |
| Lille                 | Cimetière Sud : Monument aux Enfants du Nord morts pour la Patrie 1870-1871 (1900) par Edgar Boutry. |              |
| Maretz                | Mémorial aux victimes de la guerre 1870-1871 dans le cimetière communal. |              |
| Orchies               | Cimetière communal, Monument aux morts 1870-1871. |              |
| Quiévy                | Monument aux Morts de la guerre 1870-1871 sur la place de l'église |              |
| Sin-le-Noble          | Square Jeanne d'Arc, Monument aux morts 1870 - 1871, érigé le 14 juillet 1896. Inauguré après restauration le 8 novembre 2015. |              |
| Somain                | Cimetière communal, monument aux morts de la guerre de 1870-71 |              |
| Viesly                | Monument aux Morts de la guerre 1870-1871 et autres guerres du XIXe siècle sur la place de l'église |              |
| Villers-Guislain      | Monument aux morts 1870-1871. |              |
| Wambrechies           | Monument aux morts 1870-1871 |              |

## Première Guerre mondiale

### Cimetières militaires et monuments allemands
| Commune               | cimetières et monuments commémoratifs                       | illustration |
| --------------------- | ----------------------------------------------------------- | ------------ |
| Annœullin             | Cimetière militaire allemand d'Annœullin                    |              |
| Bouchain              | Cimetière militaire allemand de Bouchain                    |              |
| Cambrai               | Cimetière militaire allemand de Cambrai                     |              |
| Caudry                | Cimetière militaire allemand de Caudry                      |              |
| Le Cateau-Cambrésis   | Cimetière militaire allemand du Cateau-Cambrésis            |              |
| Montigny-en-Cambrésis | Carré militaire allemand du cimetière communal- 2 tombes    |              |
| Walincourt-Selvigny   | Cimetière militaire allemand de Selvigny                    |              |
| Wavrin                | Cimetière militaire allemand de Wavrin                      |              |
| Wervicq-Sud           | Cimetière militaire allemand de Wervicq-Sud                 |              |
| Wicres                | Cimetière militaire allemand de Wicres Village              |              |
| Wicres                | Cimetière militaire allemand de Wicres (Route de La Bassée) |              |

### Monuments russes
| Commune             | cimetières et monuments commémoratifs                         | illustration |
| ------------------- | ------------------------------------------------------------- | ------------ |
| Assevent            | Cimetière russe                                               |              |
| Anor                | Carré militaire de soldats russes dans le cimetière communal. |              |
| Cambrai             | Cimetière militaire russe de Cambrai                          |              |
| Le Cateau-Cambrésis | Cimetière russe du Cateau-Cambrésis                           |              |

### Cimetières et mémoriaux du Commonwealth

#### Arrondissement d'Avesnes-sur-Helpe
| Commune               | cimetières et monuments commémoratifs | illustration |
| --------------------- | --- | ------------ |
| Aulnoye-Aymeries      | Aulnoye Communal Cemetery |              |
| Avesnes-sur-Helpe     | Avesnes-sur-Helpe Communal Cemetery |              |
| Berlaimont            | Berlaimont Communal Cemetery Extension |              |
| Dourlers              | Dourlers Communal Cemetery |              |
| Englefontaine         | Englefontaine British Cemetery |              |
| Fontaine-au-Bois      | Cross Roads Cemetery, Fontaine-au-Bois |              |
| Fontaine-au-Bois      | Fontaine-au-Bois Communal Cemetery |              |
| Forest-en-Cambrésis   | Forest Communal Cemetery |              |
| Ghissignies           | Ghissignies British Cemetery |              |
| Glageon               | Glageon Communal Cemetery and Extension |              |
| Haucourt-en-Cambrésis | Haucourt Communal Cemetery |              |
| Hautmont              | Hautmont Communal Cemetery |              |
| Landrecies            | Landrecies British Cemetery |              |
| Landrecies            | Landrecies Communal Cemetery |              |
| Landrecies            | Mémorial aux 600 soldats britanniques tombés lors de la libération de la ville le 4 novembre 1918. |              |
| Le Quesnoy            | Le Quesnoy Communal Cemetery |              |
| Le Quesnoy            | Le Quesnoy Mémorial Néo-Zélandais |              |
| Locquignol            | Locquignol Communal Cemetery: tombes de 3 soldats britanniques tombés lors de la libération du village les 6 et 7 novembre 1918. |              |
| Maubeuge              | Maubeuge Centre Cemetery |              |
| Maubeuge              | Maubeuge (Sous-le-Bois) Cemetery |              |
| Poix-du-Nord          | Poix-du-Nord Communal Cemetery Extension |              |
| Noyelles-sur-Sambre   | Carré militaire britannique dans le cimetière communal: comporte 5 tombes de soldats britanniques tombés en novembre 1918. Sur une plaque en marbre est écrit ce poème signé O.A. "Salut Guerriers tombés pour notre délivrance Dans les jours de danger en nous tenant la main Vous avez mérité notre reconnaissance Ce n'est pas votre sol que vous alliez défendre Mais la voix du devoir en vous se fit entendre Salut Guerriers tombés pour notre délivrance." |              |
| Pont-sur-Sambre       | Pont-sur-Sambre Communal Cemetery |              |
| Preux-au-Bois         | Preux-au-Bois Communal Cemetery |              |
| Ruesnes               | Ruesnes Communal Cemetery |              |
| Vendegies-au-Bois     | Vendegies-au-Bois British Cemetery |              |
| Vendegies-au-Bois     | Cimetière Communal de Vendegies-au-Bois : 9 tombes de soldats britanniques tombés en octobre et novembre 1918. |              |
| Villers-Pol           | Villers-Pol Communal Cemetery Extension |              |

#### Arrondissement de Cambrai
| Commune                                          | cimetières et monuments commémoratifs | illustration |
| ------------------------------------------------ | --- | ------------ |
| Anneux                                           | Anneux British Cemetery |              |
| Awoingt                                          | Awoingt British Cemetery |              |
| Awoingt                                          | Carré militaire des 3 aviateurs britanniques dans le cimetière communal. Norman Clark et G. Russel abattus le 17 mars 1918 et W.C.E. Masson abattu le 26 septembre 1918 au-dessus d'Awoingt. |              |
| Bantigny                                         | Mémorial aux deux aviateurs britanniques, Evans Bernard et White Basil Walwyn, tombés à Bantigny le 8 avril 1917.                                                                            |              |
| Beaurain                                         | Beaurain British Cemetery |              |
| Bermerain                                        | Bermerain Communal Cemetery |              |
| Bermerain                                        | Vendegies Cross Roads British Cemetery, Bermerain |              |
| Bertry                                           | Bertry Communal Cemetery |              |
| Béthencourt                                      | Bethencourt Communal Cemetery |              |
| Briastre                                         | Bellevue British Cemetery Briastre |              |
| Busigny                                          | Busigny Communal Cemetery Extension |              |
| Cambrai                                          | Cambrai East Military Cemetery |              |
| Cambrai                                          | Porte de Paris Cemetey |              |
| Cantaing-sur-Escaut                              | Cantaing British Cemetery |              |
| Capelle                                          | Capelle-Beaudignies Road Cemetery |              |
| Carnières                                        | Carnières Communal Cemetery |              |
| Le Cateau-Cambrésis                              | Highland Cemetery Le Cateau |              |
| Le Cateau-Cambrésis                              | Le Cateau Communal Cemetery |              |
| Le Cateau-Cambrésis                              | Le Cateau Military Cemetery |              |
| Le Cateau-Cambrésis                              | Quietiste Cemetery |              |
| Caudry                                           | Caudry British Cemetery |              |
| Caudry                                           | Caudry Old Communal Cemetery |              |
| Crèvecœur-sur-l'Escaut                           | Bois-des-Angles British Cemetery |              |
| Crèvecœur-sur-l'Escaut                           | Carré militaire du cimetière communal |              |
| Doignies                                         | Mémorial de Louverval |              |
| Doignies                                         | Louverval Military Cemetery |              |
| Esnes                                            | Esnes Communal Cemetery |              |
| Estourmel                                        | Carré militaire britannique dans le cimetière communal |              |
| Flesquières                                      | Flesquières Hill British Cemetery |              |
| Flesquières                                      | Orival Wood Cemetery Flesquières |              |
| Fontaine-au-Pire                                 | Fontaine au Pire Communal Cemetery |              |
| Fontaine-notre-Dame                              | Fontaine-Notre-Dame Crest Cemetery |              |
| Gouzeaucourt                                     | Gouzeaucourt New British Cemetery |              |
| Haynecourt                                       | Haynecourt British Cemetery |              |
| Honnechy                                         | Honnechy British Cemetery |              |
| Inchy                                            | Inchy Communal Cemetery Extension |              |
| Iwuy                                             | Iwuy Communal Cemetery |              |
| Iwuy                                             | Niagara Cemetery, Iwuy |              |
| Ligny-en-Cambrésis                               | Ligny-en-Cambrésis Communal Cemetery |              |
| Marcoing                                         | Marcoing British Cemetery |              |
| Marcoing                                         | Masnières British Cemetery |              |
| Masnières                                        | Mémorial terre-neuvien de Masnières |              |
| Maurois                                          | Maurois Communal Cemetery |              |
| Mœuvres                                          | Mœuvres British Cemetery |              |
| Mœuvres                                          | Mœuvres Communal Cemetery Extension |              |
| Montay                                           | Montay British Cemetery |              |
| Montay                                           | Montay-Neuvilly Road Cemetery |              |
| Montay                                           | Selridge British Cemetery Montay |              |
| Naves                                            | Naves Communal Cemetery Extension |              |
| Neuvilly                                         | Neuvilly Communal Cemetery Extension |              |
| Noyelles-sur-Escaut                              | Noyelles-sur-Escaut Communal Cemetery Extension |              |
| Ors                                              | Ors British Cemetery |              |
| Ors                                              | Ors Communal Cemetery |              |
| Pommereuil                                       | Pommereuil British Cemetery |              |
| Proville                                         | Proville British Cemetery |              |
| Quiévy                                           | Quievy Communal Cemetery Extension |              |
| Ramillies                                        | Ramillies British Cemetery |              |
| Raillencourt-Sainte-Olle                         | Drummond Cemetery, Raillencourt |              |
| Raillencourt-Sainte-Olle                         | Raillencourt Communal Cemetery Extension |              |
| Raillencourt-Sainte-Olle                         | Sainte-Olle British Cemetery |              |
| Rejet-de-Beaulieu                                | Rejet-de-Beaulieu Communal Cemetery |              |
| Reumont                                          | Carré militaire britannique du cimetière communal |              |
| Ribécourt-la-Tour                                | Ribécourt British Cemetery |              |
| Ribécourt Railway Cemetery                       | |              |
| Rieux-en-Cambresis                               | Wellington Cemetery Rieux-en-Cambrésis |              |
| Romeries                                         | Romeries Communal Cemetery Extension |              |
| Vertigneul Churchyard, Romeries                  | |              |
| Rumilly-en-Cambrésis                             | Rumilly-en-Cambrésis Communal Cemetery Extension |              |
| Sailly-lez-Cambrai                               | Cantimpré Canadian Cemetery, Sailly |              |
| Saint-Aubert                                     | Saint-Aubert British Cemetery |              |
| Saint-Souplet                                    | St.Souplet British Cemetery |              |
| Saint-Vaast-en-Cambrésis                         | St-Vaast-en-Cambrésis Communal Cemetery Extension |              |
| Sancourt                                         | Sancourt British Cemetery |              |
| Séranvillers-Forenville                          | Forenville Military Cemetery |              |
| Solesmes                                         | Amerval Communal Cemetery Extension |              |
| Solesmes                                         | Oviller New Communal Cemetery |              |
| Solesmes                                         | Solesmes British Cemetery |              |
| Sommaing                                         | Canonne Farm British Cemetery |              |
| Tilloy-lez-Cambrai                               | Tilloy Canada Cemetery |              |
| Mill Switch British Cemetery, Tilloy-lez-Cambrai | |              |
| Troisvilles                                      | Troisvilles Communal Cemetery |              |
| Vendegies-sur-Écaillon                           | Crucifix Cemetery, Vendegies-sur-Écaillon |              |
| Vertain                                          | Vertain Communal Cemetery Extension |              |
| Viesly                                           | Viesly Communal Cemetery |              |
| Villers-Guislain                                 | Gauche Wood Cemetery |              |
| Villers-Guislain                                 | Meath Cemetery |              |
| Villers-Guislain                                 | Targelle Ravine British Cemetery |              |
| Villers-Guislain                                 | Villers-Guislain Communal Cemetery |              |
| Villers-Guislain                                 | Villers Hill British Cemetery |              |
| Villers-en-Cauchies                              | Villers-en-Cauchies Communal Cemetery |              |
| Villers-Outréaux                                 | Villers-Outréaux Moulin de Pierre British Cemetery |              |
| Villers-Plouich                                  | Fifteen Ravine British Cemetery |              |
| Villers-Plouich                                  | Sunken Road Cemetery Villers-Plouich |              |

#### Arrondissement de Douai
| Commune       | cimetières et monuments commémoratifs | illustration |
| ------------- | ------------------------------------- | ------------ |
| Auberchicourt | Auberchicourt British Cemetery        |              |
| Cuincy        | Douai British Cemetery                |              |

#### Arrondissement de Dunkerque
| Commune           | cimetières et monuments commémoratifs                                                                                           | illustration |
| ----------------- | --- | ------------ |
| Arnèke            | Arneke British Cemetery |              |
| Bailleul          | Bailleul Communal Cemetery And Extension                                                                                        |              |
| Bailleul          | Outtersteene Communal Cemetery Extension                                                                                        |              |
| Borre             | Borre British Cemetery |              |
| Caëstre           | Caestre Military Cemetery |              |
| Caëstre           | Le Peuplier Military Cemetery                                                                                                   |              |
| Dunkerque         | Dunkerque Town Cemetery |              |
| Ebblinghem        | Ebblinghem Military Cemetery |              |
| Esquelbecq        | Esquelbecq Military Cemetery (nl)                                                                                               |              |
| Estaires          | Estaires Communal Cemetery and Extension                                                                                        |              |
| Flêtre            | Bertenacre Military Cemetery (en)                                                                                               |              |
| Godewaersvelde    | Godewaersvelde British Cemetery                                                                                                 |              |
| La Gorgue         | Pont du Hem Military Cemetery                                                                                                   |              |
| La Gorgue         | La Gorgue Communal Cemetery |              |
| La Gorgue         | Laventie Military Cemetery |              |
| Ledringhem        | Ledringhem churchyard (cimetière du Commonwealth) et monument aux morts                                                         |              |
| Haverskerque      | Haverskerque British Cemetery                                                                                                   |              |
| Hazebrouck        | Cinq Rues British Cemetery |              |
| Hazebrouck        | Hazebrouck Communal Cemetery |              |
| Hazebrouck        | La Kreule Military Cemetery |              |
| Houtkerque        | Houtkerque Churchyard Cemetery : 7 tombes de soldats britanniques de la Première Guerre mondiale dans le cimetière de l'église. |              |
| Merville          | Merville Communal Cemetery and Extension                                                                                        |              |
| Méteren           | Meteren Military Cemetery |              |
| Morbecque         | Le Grand Hazard Military Cemetery                                                                                               |              |
| Morbecque         | Morbecque British Cemetery |              |
| Nieppe            | Nieppe Communal Cemetery |              |
| Nieppe            | Pont-D'Achelles Military Cemetery                                                                                               |              |
| Nieppe            | Pont-de-Nieppe Communal Cemetery                                                                                                |              |
| Quaëdypre         | Croix-Rouge Military Cemetery                                                                                                   |              |
| Saint-Jans-Cappel | Mont Noir Military Cemetery |              |
| Steenwerck        | Croix-du-Bac British Cemetery                                                                                                   |              |
| Steenwerck        | Le Grand Beaumart British Cemetery                                                                                              |              |
| Steenwerck        | Trois Arbres Cemetery |              |
| Thiennes          | Tannay British Cemetery |              |
| Thiennes          | Thiennes British Cemetery |              |
| Vieux-Berquin     | Aval Wood Military Cemetery |              |
| Vieux-Berquin     | Nieppe Bois (Rue du Bois) British Cemetery                                                                                      |              |
| Zuydcoote         | Zuydcoote Military Cemetery |              |

#### Arrondissement de Lille
| Commune                   | cimetières et monuments commémoratifs                                                                                     | illustration |
| ------------------------- | --- | ------------ |
| Annœullin                 | Annœullin Communal Cemetery, comporte les tombes de 3 soldats britanniques tombés au cours de la Seconde Guerre mondiale. |              |
| Armentières               | Cité Bonjean Military Cemetery                                                                                            |              |
| Armentières               | Le Bizet Communal Cemetery, comporte 7 tombes de soldats britanniques tombés en 1915.                                     |              |
| Aubers                    | Aubers Ridge British Cemetery                                                                                             |              |
| Bois-Grenier              | Bois-Grenier Communal Cemetery                                                                                            |              |
| Bois-Grenier              | Brewery Orchard Cemetery                                                                                                  |              |
| Erquinghem-Lys            | Erquinghem-Lys Churchyard Extension                                                                                       |              |
| Fromelles                 | Fromelles Australian Mémorial Park                                                                                        |              |
| Houplines                 | Ferme Buterne Military Cemetery                                                                                           |              |
| Houplines                 | Houplines Communal Cemetery Extension                                                                                     |              |
| La Chapelle-d'Armentières | Chapelle-d'Armentières New Military Cemetery                                                                              |              |
| La Chapelle-d'Armentières | Chapelle-d'Armentières Old Military Cemetery                                                                              |              |
| La Chapelle-d'Armentières | Desplanque Farm Cemetery                                                                                                  |              |
| La Chapelle-d'Armentières | La Chapelle-d'Armentières Communal Cemetery                                                                               |              |
| Villeneuve-d'Ascq         | Cimetière d'Ascq |              |

#### Arrondissement de Valenciennes
| Commune                 | cimetières et monuments commémoratifs                                                                      | illustration |
| ----------------------- | --- | ------------ |
| Abscon                  | Abscon Communal Cemetery, comporte la tombe de J.E. Walker, pilote de la RAF tombé le 17 septembre 1918.   |              |
| Aulnoy-lez-Valenciennes | Aulnoy Communal Cemetery                                                                                   |              |
| Avesnes-le-Sec          | Avesnes-le-Sec Communal Cemetery Extension                                                                 |              |
| Condé-sur-l'Escaut      | Conde-sur-l'Escaut Communal Cemetery                                                                       |              |
| Denain                  | Denain Communal Cemetery                                                                                   |              |
| Famars                  | Famars Communal Cemetery Extension                                                                         |              |
| Haspres                 | Haspres Coppice Cemetery                                                                                   |              |
| Haspres                 | York Cemetery, Haspres                                                                                     |              |
| Maing                   | Maing Communal Cemetery Extension                                                                          |              |
| Préseau                 | Preseau Communal Cemetery Extension                                                                        |              |
| Sebourg                 | Sebourg British Cemetery                                                                                   |              |
| Sebourg                 | Sebourg Communal Cemetery- Situé dans le cimetière communal, il comporte 19 tombes de soldats britanniques |              |
| Thiant                  | Thiant Communal Cemetery                                                                                   |              |
| Valenciennes            | Valenciennes (St-Roch) Communal Cemetery                                                                   |              |
| Verchain-Maugré         | Verchain-Maugré British Cemetery                                                                           |              |

### Cimetières militaires et monuments français de la Première Guerre mondiale[1]
| Commune             | cimetières et monuments commémoratifs                                                           | illustration |
| ------------------- | ----------------------------------------------------------------------------------------------- | ------------ |
| Assevent            | Nécropole nationale d'Assevent                                                                  |              |
| Caudry              | Carré militaire français commun aux guerres 14-18 et 39-45 dans le cimetière communal.          |              |
| Denain              | Carré militaire français commun aux guerres 14-18 et 39-45 dans le cimetière communal.          |              |
| Denain              | Carré militaire français de la Première Guerre mondiale situé dans le cimetière communal.       |              |
| Dunkerque           | Nécropole Nationale de Dunkerque                                                                |              |
| Le Cateau-Cambrésis | Carré militaire 1914/1918 dans le cimetière communal                                            |              |
| Lille               | Les Fusillés lillois                                                                            |              |
| Villeneuve-d'Ascq   | Cimetière d'Annappes, carré militaire français de la guerre 14-18 dans le cimetière d'Annappes. |              |
| Zuydcoote           | Nécropole nationale de Zuydcoote                                                                |              |

## Seconde Guerre mondiale

### Cimetières militaires et monuments britanniques de la Seconde Guerre mondiale
| Commune     | cimetières et monuments commémoratifs | illustration |
| ----------- | ------------------------------------- | ------------ |
| Warhem      | Warhem Communal Cemetery              |              |
| West-Cappel | West-Cappel Churchyard Cemetery       |              |

### Cimetières militaires et monuments français de la Seconde Guerre mondiale
| Commune         | cimetières et monuments commémoratifs                                                                                                 | illustration |
| --------------- | --- | ------------ |
| Ascq            | Tombes des victimes du massacre d'Ascq du 2 avril 1944                                                                                |              |
| Bouchain        | Hommage Au 45e RI: " Du 20 au 26 mai 1940, a tenu tête au prix de lourdes pertes à des forces allemandes très supérieures en nombre". |              |
| Busigny         | Mémorial aux 5 fusillés du 2 septembre 1944.                                                                                          |              |
| Busigny         | Mémorial aux victimes du bombardement de la gare du 2 septembre 1944.                                                                 |              |
| Cambrai         | Carré militaire français de la Seconde Guerre Mondiale situé dans le cimetière route de Solesmes.                                     |              |
| Denain          | Carré militaire français commun aux guerres 14-18 et 39-45 dans le cimetière communal.                                                |              |
| Denain          | Autre carré militaire français 1939-1945 dans le cimetière communal.                                                                  |              |
| Denain          | Mémorial de la Résistance. |              |
| Haubourdin      | Nécropole Nationale d'Haubourdin |              |
| Leffrinckoucke  | Nécropole Nationale de Leffrinckoucke                                                                                                 |              |
| Maubeuge        | Monument de la Délivrance de Maubeuge par la 3e Division Blindée Américaine et les FFI le 2 septembre 1944.                           |              |
| Mazinghien      | Mémorial du Maquis de Mazinghien |              |
| Pont-sur-Sambre | Mémorial aux Victimes du Jour de la libération: porte les noms de 5 FFI-FTPF tués par les Allemands le 2 septembre 1944.              |              |
| Trélon          | Mémorial aux Combattants de la 1re Division d'infanterie Nord-africaine : combats des 16 et 17 mai 1940.                              |              |